# ささやき貝の秘密
『ささやき貝の秘密』（ささやきがいのひみつ、The Twilight of Magic）は、アメリカ合衆国（米国）で活動したイギリス出身の小説家、ヒュー・ロフティングにより1930年に発表された児童文学作品。

## 概要
『ドリトル先生』シリーズで人気作家となったロフティングが同シリーズにマンネリ化を感じ、第8巻『ドリトル先生月へゆく』（1929年刊）を以て打ち切りを決断した直後に書かれた作品。19世紀前半のイギリスを主な舞台とし、魔法などの要素が登場しないロー・ファンタジーに分類される『ドリトル先生』シリーズとは全く異なり中世ヨーロッパ風の世界観で魔法などの要素を含む純然たるファンタジー作品である。
なお、ロフティングは『ドリトル先生』シリーズはもとよりほとんどの著書で自ら挿絵を描いているが、本作の初版ではロイス・レンスキーが挿絵を担当している。1993年に米国でサイモン&シュスターより復刊された際は、新たに木内達朗がイラストを担当した。

## あらすじ
多額の借金に苦しむ父親の力になりたいジャイルズ、アン兄妹は国の人々から「魔女シュラーガ」と呼ばれて恐れられているリンゴ売りの老婆・アグネスに相談する。アグネスは「ささやき貝」と呼ばれる、耳に当てるとどこかで誰かが自分の噂話をしているのが聞こえて来る不思議な貝殻を取り出して「このささやき貝を、最も必要としている人に渡しなさい」と兄妹に命じた。
兄妹は国中を旅して様々な人と出会った後、自分を快く思っていない者たちの謀叛を恐れる年若い国王にささやき貝を献上した。ささやき貝のおかげで暗殺計画を未然に防ぐことが出来た国王はジャイルズを王宮の「探し物係」の役職を与える。しかしある日、ジャイルズは国王の想い人である令嬢・バーバラと出会い、一目惚れしてしまう。

## 書誌情報
原書は米英とも絶版になっているので、1993年版の書誌情報を挙げる。
- Hugh Lofting, Illustration: Tatsuro Kiuchi "The Twilight of Magic" (Simon & Schuster, Piccolo Books)

1993 ISBN 0-671-78358-0

### 日本語訳
岩波少年文庫より刊行。挿絵は原書の初版と同じレンスキーのものが使用されている。長らく品切れになっていたが、2010年に岩波少年文庫の創刊60周年を記念してリクエスト復刊が行われた。
- ヒュー・ロフティング、訳：山下明生 画：ロイス・レンスキー 『ささやき貝の秘密』（岩波少年文庫）

1996年6月14日初版 ISBN 4-00-112134-4